# 24 (Fernsehserie)/Staffel 1
Mit der ersten Staffel begann im November 2001 in den USA die Echtzeit-Fernsehserie 24. In Deutschland und in Österreich startete die Erstausstrahlung im September 2003, in der Schweiz im März 2004. Hauptdarsteller Kiefer Sutherland wurde 2002 mit einem Golden Globe ausgezeichnet.
In der Handlung, die innerhalb von 24 aufeinanderfolgenden Stunden spielt, wird der Protagonist Jack Bauer im Auftrag serbischer Krimineller – auch aus Rache – damit erpresst, ein Attentat auf den US-Präsidentschaftskandidaten David Palmer zu verüben, damit Bauers Tochter und Ehefrau, die von ihnen entführt worden sind, nicht getötet werden. Parallel zu diesem Handlungsstrang geht es um die Verstrickung von Palmers Sohn in den Unfalltod des Vergewaltigers seiner Tochter und die damit zusammenhängende Gefahr für Palmers Abschneiden bei den Vorwahlen zur amerikanischen Präsidentschaft.

## Handlung
Die Handlung der Staffel beginnt und endet um Mitternacht und spielt am Super Tuesday, einem Dienstag, an dem die kalifornischen Vorwahlen zur US-amerikanischen Präsidentschaft stattfinden. Die meisten Episoden beginnen mit einer aus vier Sätzen bestehenden Einleitung, die von der Off-Stimme des Protagonisten Jack Bauer gesprochen wird, je nach Handlungsfortschritt variiert und die aktuelle Situation zusammenfasst. Unverändert bleibt dabei der letzte Satz: „Ich bin Federal Agent Jack Bauer und heute ist der längste Tag meines Lebens.“

### 0 bis 13 Uhr
Jack Bauer, ein ehemaliger Special-Forces-Agent, ist Leiter der Abteilung für Geheimoperationen der staatlichen Anti-Terror-Einrichtung von Los Angeles, der CTU. Nachdem er eine Zeitlang getrennt von seiner Frau Teri gelebt hat, wohnt er inzwischen wieder zusammen mit ihr und der gemeinsamen Tochter Kim.
Kurz nach Mitternacht erfährt die CTU, dass an diesem Tag ein Attentat auf den demokratischen, kalifornischen Senator David Palmer geplant ist, der bei den Vorwahlen kandidiert. Ihm werden gute Chancen zugeschrieben, im Falle eines Vorwahlsiegs als erster schwarzer Mann Präsident der Vereinigten Staaten zu werden.
Die kriminelle Frau Mandy stiehlt an Bord einer vollbesetzten, nach L.A. fliegenden, Boeing 747 den Presseausweis eines Fotografen, der unterwegs zu einem Wahlkampfauftritt David Palmers ist. Anschließend macht sie in dem Flugzeug einen Sprengsatz mit Zeitzünder scharf und springt per Fallschirm ab, ehe die Boeing über der Mojave-Wüste explodiert und abstürzt. Plangemäß gelangt der Ausweis in die Hände des Kriminellen Ira Gaines. Parallel lässt Gaines durch die Jugendlichen Rick und Dan Kim Bauer in Begleitung von deren Freundin Janet York entführen. Währenddessen macht sich Teri Bauer auf die Suche nach ihrer Tochter und trifft dabei auf einen Mann, der vorgibt, Alan York zu heißen und Janets Vater zu sein. Zusammen setzen sie die Suche nach den beiden Mädchen fort.
Jack Bauer geht eigenmächtig einem Hinweis des befreundeten Agenten Richard Walsh nach. Dazu überwältigt er kurzerhand seinen Vorgesetzten, George Mason, und verlässt unter einem Vorwand die CTU, um sich mit Walsh zu treffen. Am Treffpunkt erfährt Bauer von Walsh, dass in der CTU ein Maulwurf die Ermittlungen zum Vereiteln des Attentats auf Palmer behindert. Ehe auch Walsh von einem der Killer erschossen wird, kann er Bauer eine Chipkarte mit angeblichen Informationen über diesen Maulwurf zuspielen. Unter Verwendung von auf der Chipkarte enthaltenen Informationen erfährt Bauer von einem mit Gaines in Verbindung stehenden Kriminellen, dass Kims Verschwinden Teil des Plans zur Ermordung Palmers ist.

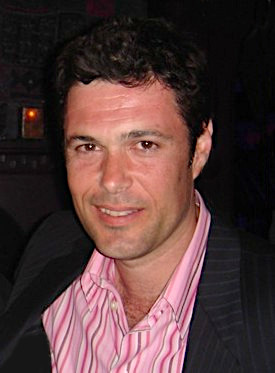
Carlos Bernard, Darsteller des Tony Almeida

Weil Jack Bauer seine Ermittlungen anderen CTU-Angestellten – unter anderem dem misstrauisch gewordenen Tony Almeida – gegenüber geheim hält, lässt Mason die CTU vorläufig stilllegen und interne Untersuchungen anstellen, zu deren Zielen es gehört, Angestellte zu finden, die Bauer helfen. Bauers Stellvertreterin Nina Myers schafft es lange Zeit, ihre Zusammenarbeit mit Bauer geheim zu halten. Später zieht sie Almeida ins Vertrauen.
Bauer hilft auf der Polizeiwache dem Gaines-Vertrauten beim Ausbruch, um an Informationen über den Aufenthaltsort seiner Tochter zu gelangen, und entdeckt so eine ihm unbekannte Leiche. Kim und Janet konnten sich indes aus der Gewalt von Dan und Rick befreien. Ihre Flucht endet aber bald damit, dass Janet durch einen Autounfall schwer verletzt wird und Kim erneut von Rick und Dan aufgegriffen wird. Teri und Alan begeben sich in das Krankenhaus, in das Janet kurz darauf eingeliefert wird. Dort treffen sie mit Jack zusammen, der alsbald durch Gaines kontaktiert und unter Androhung von Kims Ermordung dazu gezwungen wird, Gaines’ Anweisungen zu befolgen. Dazu verlässt Jack das Krankenhaus und kehrt in die CTU zurück. Ehe Teris Begleiter, der in Wirklichkeit für Gaines arbeitet, Janet York in deren Krankenbett erstickt, identifiziert die CTU die von Bauer entdeckte Leiche als wahren Alan York. Nachdem Teri von der falschen Identität ihres Begleiters erfahren hat, überwältigt sie den Betrüger vorübergehend, ehe auch sie durch Gaines’ Gefolgsleute entführt wird.
In der CTU angelangt, sabotiert Jack auf Gaines’ Wunsch hin die Bemühungen der Ermittler, die Chipkarte vollständig zu entschlüsseln, durch die man Gaines auf die Spur käme. Anschließend begibt er sich zu einer Wahlkampfveranstaltung in ein Kraftwerk. Dort versucht ein von Gaines beauftragter Killer, der die Identität des in der Boeing gestorbenen Fotografen angenommen hat, Palmer bei dessen Auftritt zu erschießen. Um die Schuld dafür Jack Bauer zuzuschieben, soll dieser seine Fingerabdrücke auf der Mordwaffe hinterlassen. Weil Nina Myers, die Jacks Pläne indes durchkreuzt hat, den Secret Service vorwarnt, wird die Ausführung des Attentats in letzter Sekunde vereitelt. Nach seiner Verhaftung als vermeintlicher Attentäter flieht Jack, um Gaines weiter dienlich zu sein und so das Überleben seiner Familie zu sichern.
Mittlerweile in das Versteck von Gaines gebracht, werden Rick und Kim Zeugen der Exekution Dans durch Gaines, die er aus Vergeltung für das Zurücklassen Janets als Lebende und somit potentielle Geheimnisverräterin durchführt. Kim kann Rick davon überzeugen, gemeinsam zu fliehen, und bricht den Fluchtversuch wieder ab, als Teri als weitere Geisel in Gaines’ Versteck eintrifft.
Nach wie vor insgeheim unterstützt durch Nina Myers, ermittelt Jack den Geschäftsmann Ted Cofell, dessen serbischer Akzent Jack erkennen lässt, dass der Super Tuesday gleichzeitig der zweite Jahrestag der Mission Nightfall ist, einer geheimen US-Kommandoaktion im Kosovo, die einst von David Palmer als Vorsitzendem eines Kongressausschusses beauftragt und von Jack Bauer geführt worden war. Bauer und Palmer glaubten seitdem, sie hätten bei der Aktion Victor Drazen, der die rechte Hand des serbischen Präsidenten Milošević war, sowie dessen Frau und Tochter getötet. Andre, ein Sohn Victor Drazens, stellt sich als Auftraggeber von Gaines heraus, er handelt aus Rache an Jack Bauer.
In der CTU arbeiten Myers und Almeida daran, den Maulwurf in ihren Reihen zu entdecken und zu stoppen. Als solcher entpuppt sich ihre Kollegin Jamey, die aus finanzieller Not heraus Ermittlungsinformationen an Gaines weiterleitet. Myers und Almeida drohen ihr mit Folter und dem Herbeischaffen ihres jungen Sohnes, um so Informationen über den Aufenthaltsort von Gaines und Jacks Familie zu erpressen. Ehe sie dies umsetzen können, finden sie Jamey blutüberströmt und bewusstlos vor, offensichtlich hat sie einen Suizid versucht. Im Krankenhaus stirbt sie etwas später.
In Jack Bauers Gewalt und unter Folterandrohung stirbt der an einer Herzschwäche leidende Cofell. Kurz darauf kann Jack Bauer Cofells Kontaktmann Kevin Carroll gefangen nehmen, den er als den falschen Alan York erkennt und dazu zwingt, Jack zu Gaines’ Versteck zu führen. Dort konnten Kim und Teri, unterstützt durch Rick, ihren eigenen Tod durch das Erschießen eines anderen Wachmanns, der Teri zuvor vergewaltigt hat, akustisch gegenüber Gaines vortäuschen. Anschließend trifft Jack, unentdeckt durch Gaines, bei ihnen ein. Gemeinsam mit Rick flüchten sie von dem Gelände. Dabei wird Rick verletzt und es sterben etliche Wachleute. Ehe die Bauers durch einen von der CTU geschickten Hubschrauber abgeholt werden, flieht Rick aus Angst vor Verhaftung und wird Gaines in Selbstverteidigung durch Jack Bauer erschossen.
David Palmer erfährt, dass sein Sohn Keith vor mehreren Jahren in den Unfalltod des Vergewaltigers von dessen Schwester Nicole verwickelt war. Palmer möchte die Öffentlichkeit noch am selben Tag darüber informieren, weil er glaubt, dass es ihn irgendwann ohnehin einholen würde, und um den Wählern die Entscheidung darüber zu ermöglichen. Palmers Frau Sherry versucht mehrfach, dies zu verhindern, weil sie die Wahl Davids gefährdet sieht und den Einzug ins Weiße Haus als ihr oberstes Ziel betrachtet. Die Angelegenheit droht außer Kontrolle zu geraten, als Dr. Ferragamo, Nicoles Psychiater, bei einer Gasexplosion in seiner Praxis stirbt.

### 13 bis 24 Uhr
Ermittlungen der CTU ergeben, dass Alexis Drazen, Andres Bruder, als Ersatz für den gescheiterten Gaines bereits in die USA eingereist ist. Die Frau Elizabeth Nash, zu Palmers Wahlkampfteam gehörend, erkennt Alexis, der unter anderem Namen ihr Liebhaber ist. Auf Jacks Betreiben hin setzt die CTU Elizabeth dazu ein, Alexis mit einem Abhörgerät zu versehen. Der Plan misslingt, als Elizabeth, unvereinbart und voller Wut und Enttäuschung, Alexis niedersticht. Ausgehend von einem plötzlichen Anruf auf Alexis’ Handy verfolgt Jack eine Spur, die ihn bis zu einem um 19 Uhr geplanten Treffen von Alexis an einem unauffälligen Ort führt.
Nach der Befreiungsaktion und einem kurzen Krankenhausaufenthalt kommen Teri und Kim – wegen der weiterhin bestehenden Lebensgefahr – in ein Schutzhaus. Dessen eigentlich geheim gehaltener Standort wird jedoch von einem Komplizen Drazens ermittelt, der die dortigen Wachen töten kann. Teri und Kim entkommen in letzter Sekunde per PKW. Auf ihrer Flucht vor dem Schützen erleidet Teri durch den Schock nach einem Autounfall einen Gedächtnisverlust, dadurch wird sie von Kim getrennt. Teri lässt sich durch einen befreundeten Arzt, den sie wiedererkennt, bei der Rekonstruktion ihrer Erinnerungen helfen und in ihr Wohnhaus bringen. Dort werden sie bereits durch Killer erwartet, die von den Drazens beauftragt wurden. Almeida kann aber in letzter Sekunde die Killer erschießen und verhindern, dass Teri erschossen wird.
Voller Misstrauen gegenüber der Polizei, flieht Kim zu Rick in das Haus, in dem er wohnt. Dort erscheint bald Dans Bruder in dem Glauben, Dan sei unversehrt und würde ihm bald eine größere Summe Bargeld überbringen. Misstrauisch gegenüber Kim, hält er sie in dem Haus fest. Da Dans Bruder wegen des fehlenden Geldes an ihn gelieferte Drogen nicht bezahlen kann, möchte er die Drogenlieferanten bei dem anstehenden Treffen töten. Das Vorhaben scheitert, weil sich die Lieferanten als verdeckte Polizeiermittler zu erkennen geben; bei deren Razzia werden Kim, Rick und dessen Freundin verhaftet, welche Kim im Gefängnis entlastet und so zu ihrer Freilassung beiträgt. Während die Polizei Kim vom Gefängnis zur CTU überstellt, wird im Auftrag der Drazens ihr Streifenwagen gerammt und Kim abermals entführt.

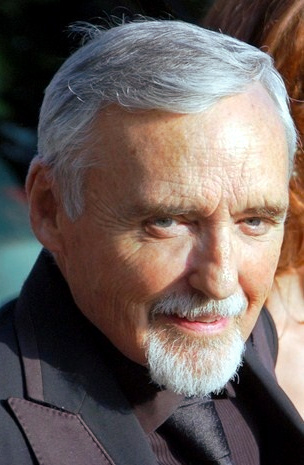
Dennis Hopper, Darsteller des Victor Drazen

Der von Jack ermittelte Treffpunkt von Alexis erweist sich als unterirdisches, staatlich betriebenes Hochsicherheitsgefängnis, in das zu dem Termin der totgeglaubte Victor Drazen im Auftrag des Verteidigungsministeriums überstellt wird. Victor wurde, wie sich erst nun herausstellt, unter Geheimhaltung von der Regierung gefangen genommen. Nach dem Eintreffen in dem Gefängnis wird Victor Drazen von seinem Sohn Andre und dessen Helfern befreit und wird Jack von ihnen als Geisel genommen. Jack verhindert seine eigene Erschießung in letzter Sekunde, indem er vorschlägt, sich gegen Alexis austauschen zu lassen.
Nach Zustimmung von Senator Palmer wird Alexis im Austausch mit Jack freigelassen. Alexis erliegt jedoch kurz danach den Folgen der Verletzung. Damit Kim nicht getötet wird, soll ihr Vater im Auftrag der Drazens ein Handy zu Palmer bringen, über das Victor Drazen mit Palmer angeblich über die Zahlung einer Geldsumme verhandeln will. Bauer erkennt das Handy in letzter Sekunde als ferngesteuerte Bombe und kann dadurch den Tod von Palmer verhindern. Um Kims Leben nicht zu gefährden, lässt David Palmer auf Jacks Betreiben hin und trotz Sherrys energischem Widerstand den Medien mitteilen, Palmer sei bei der Explosion gestorben.
Eigenmächtig erstellt Keith eine Tonbandaufnahme seines Gesprächs mit Carl Webb, einem der Geschäftsmänner, die Davids Wahlkampagne finanzieren. Darin gibt Webb zu, für die Ermordung Ferragamos verantwortlich zu sein. David nutzt die Tonaufnahme dazu, öffentlich Webb zu diskreditieren und dabei zugleich die Wahrheit über Keiths Verwicklung in den Unfalltod von Nicoles Vergewaltiger bekannt zu machen. Weil Sherry dies aus Sorge um die gemeinsame politische Zukunft zu verhindern versucht, wächst Davids Unmut ihr gegenüber. Nach der Schließung der Wahllokale zeigt sich, dass David die Wahl mit über 60 Prozent der Stimmen gewonnen hat. Sein Verhältnis zu Sherry ist aber mittlerweile distanziert, sodass Sherry Davids Assistentin Patty dazu einsetzt, mit David zu flirten und ihn so kontrollieren zu können. David bemerkt aber Sherrys Plan und entlässt Patty fristlos. Das Vertrauensverhältnis zwischen David und Sherry ist schließlich so stark erschüttert, dass er sie dauerhaft aus seinem Umfeld verweist.
In einem Dock im Hafen von Los Angeles in der Gewalt der Drazens befindlich, gelingt es Kim zu fliehen. Es stellt sich heraus, dass Nina Myers in der CTU als Maulwurf der Drazens arbeitet und sie fortwährend mit internen Informationen versorgt hat. Dazu gehört auch, dass Palmer noch lebt. Sie erzählt Jack die Lüge, dass die Hafenwacht Kims Leiche aus dem Wasser gezogen habe. In dem Glauben, die Drazens hätten Kim ermordet, dringt Jack in Drazens Versteck ein und tötet Andre und Victor Drazen.
Kurz danach erkennt Jack die Geschichte um Kims angeblichen Tod als Lüge und enttarnt Myers als Maulwurf. Er findet auch heraus, dass es Myers ist, die die CTU-Mitarbeiterin Jamie während des Verhörs tödlich verletzt hatte und deren Tod als Selbstmord erscheinen ließ. Zur CTU zurückgekehrt, vereitelt Jack Ninas Flucht in letzter Sekunde und kann nur durch seine Kollegen davon abgehalten werden, sie zu töten. Nachdem Jack seine Tochter begrüßt hat, findet er Teri in einem Serverraum tot vor, wo sie offensichtlich durch Myers ermordet worden ist, nachdem diese sich durch Teri in ihren Fluchtvorbereitungen gestört fühlte.

## Produktionsnotizen
Auf der DVD-Ausgabe befindet sich ein alternativer, glücklicher Schluss, der im Gegensatz zu dem dramatischen Ende steht: Bauers Frau lebt, hat jedoch Krebs.

## Besetzung und Synchronsprecher

### Hauptbesetzung
| Rollenname   | Schauspieler      | Deutscher Synchronsprecher | Rolle                             |
| ------------ | ----------------- | -------------------------- | --------------------------------- |
| Nina Myers   | Sarah Clarke      | Anke Reitzenstein          | CTU-Mitarbeiterin, Drazen-Spionin |
| David Palmer | Dennis Haysbert   | Ben Hecker                 | Senator Kaliforniens              |
| Teri Bauer   | Leslie Hope       | Marion von Stengel         | Ehefrau von Jack Bauer            |
| Kim Bauer    | Elisha Cuthbert   | Saskia Weckler             | Tochter von Jack Bauer            |
| Jack Bauer   | Kiefer Sutherland | Tobias Meister             | CTU-Agent                         |

### Neben- und Gastdarsteller
| Rollenname     | Schauspieler         | Deutscher Synchronsprecher | Rolle                                                      |
| -------------- | -------------------- | -------------------------- | ---------------------------------------------------------- |
| Jamey Farrell  | Karina Arroyave      | Tina Eschmann              | CTU-Datenanalytikerin, Gaines-Spionin                      |
| Rick Allen     | Daniel Bess          | Tim Knauer                 | Entführer von Kim Bauer und Janet York                     |
| Kevin Carroll  | Richard Burgi        | Joachim Siebenschuh        | Komplize von Gaines, anfangs unter dem Decknamen Alan York |
| Mike Novick    | Jude Ciccolella      | Michael Weckler            | Stabschef von David Palmer                                 |
| Alexis Drazen  | Misha Collins        | Konstantin Graudus         | Bruder von Andre Drazen, Sohn von Victor Drazen            |
| Nicole Palmer  | Megalyn Echikunwoke  | Dascha Lehmann             | Tochter von David und Sherry Palmer                        |
| Ted Cofell     | Currie Graham        | Achim Schülke              | Geschäftsmann mit Verbindungen zu den Drazens              |
| Victor Drazen  | Dennis Hopper        | Joachim Kerzel             | Serbe; Vater von Andre und Alexis Drazen                   |
| Andre Drazen   | Željko Ivanek        | Gerhart Hinze              | Sohn von Victor Drazen, Bruder von Alexis Drazen           |
| Mandy          | Mia Kirshner         | Stephanie Kindermann       | Komplizin von Gaines, Attentäterin an Bord der Boeing 747  |
| Ira Gaines     | Michael Massee       | Erik Schäffler             | Von den Drazens beauftragter Verbrecher                    |
| Aaron Pierce   | Glenn Morshower      | Dieter B. Gerlach          | Secret-Service-Agent                                       |
| Richard Walsh  | Michael O’Neill      | Bernd Stephan              | CTU-Agent                                                  |
| Ryan Chappelle | Paul Schulze         | Clemens Gerhard            | CTU-Regionaldirektor                                       |
| Keith Palmer   | Vicellous Shannon    | Jan-David Rönfeldt         | Sohn von David und Sherry Palmer                           |
| Alberta Green  | Tamara Tunie         | Ina Gerlach                | Vorübergehende CTU-Leiterin                                |
| George Mason   | Xander Berkeley      | Holger Mahlich             | CTU-Angestellter                                           |
| Milo Pressman  | Eric Balfour         | Jens Wawrczeck             | CTU-Datenanalytiker, Leiharbeiter                          |
| Tony Almeida   | Carlos Bernard       | Robin Brosch               | CTU-Datenanalytiker                                        |
| Sherry Palmer  | Penny Johnson Jerald | Ulrike Johannson           | Gattin von David Palmer                                    |

## Episoden
Das Datum der deutschsprachigen Erstausstrahlung ist jeweils grün hervorgehoben.

Die US-Erstausstrahlung sendete Fox vom 6. November 2001 bis zum 21. Mai 2002 mit wöchentlich einer Episode, teilweise unterbrochen durch Wiederholungen. Die deutschsprachige Erstausstrahlung war bei RTL II vom 2. September bis zum 28. September 2003 zu sehen. Teilweise an denselben Tagen strahlte auch ORF 1 die Episoden aus, mit Ausnahme der ersten beiden Episoden aber zu späteren Uhrzeiten als RTL II. In der Schweiz zeigte SF 2 die Staffel in wöchentlichen Doppelepisoden vom 4. Oktober bis 20. Dezember 2003.
|           |           |                          |                         | Erstausstrahlung | Erstausstrahlung     | Erstausstrahlung   | Erstausstrahlung |                       |                                                                  |
| Nr. (ges) | Nr. (St.) | Deutschsprachiger Titel  | Originaltitel           | USA (FOX)        | Deutschland (RTL II) | Österreich (ORF 1) | Schweiz (SF 2)   | Regie                 | Drehbuch                                                         |
| --------- | --------- | ------------------------ | ----------------------- | ---------------- | -------------------- | ------------------ | ---------------- | --------------------- | ---------------------------------------------------------------- |
| 1         | 1         | Tag 1: 0:00 – 1:00 Uhr   | 12:00 a.m.– 1:00 a.m.   | 6. Nov. 2001     | 2. Sep. 2003         | 2. Sep. 2003       | 4. Okt. 2003     | Stephen Hopkins       | Joel Surnow, Robert Cochran                                      |
| 2         | 2         | Tag 1: 1:00 – 2:00 Uhr   | 1:00 a.m. – 2:00 a.m.   | 13. Nov. 2001    | 2. Sep. 2003         | 2. Sep. 2003       | 4. Okt. 2003     | Stephen Hopkins       | Joel Surnow, Michael Loceff                                      |
| 3         | 3         | Tag 1: 2:00 – 3:00 Uhr   | 2:00 a.m. – 3:00 a.m.   | 20. Nov. 2001    | 5. Sep. 2003         | 5. Sep. 2003       | 11. Okt. 2003    | Stephen Hopkins       | Joel Surnow, Michael Loceff                                      |
| 4         | 4         | Tag 1: 3:00 – 4:00 Uhr   | 3:00 a.m. – 4:00 a.m.   | 27. Nov. 2001    | 5. Sep. 2003         | 5. Sep. 2003       | 11. Okt. 2003    | Winrich Kolbe         | Robert Cochran                                                   |
| 5         | 5         | Tag 1: 4:00 – 5:00 Uhr   | 4:00 a.m. – 5:00 a.m.   | 11. Dez. 2001    | 7. Sep. 2003         | 8. Sep. 2003       | 18. Okt. 2003    | Winrich Kolbe         | Chip Johannessen                                                 |
| 6         | 6         | Tag 1: 5:00 – 6:00 Uhr   | 5:00 a.m. – 6:00 a.m.   | 18. Dez. 2001    | 7. Sep. 2003         | 8. Sep. 2003       | 18. Okt. 2003    | Bryan Spicer          | Howard Gordon                                                    |
| 7         | 7         | Tag 1: 6:00 – 7:00 Uhr   | 6:00 a.m. – 7:00 a.m.   | 8. Jan. 2002     | 9. Sep. 2003         | 10. Sep. 2003      | 25. Okt. 2003    | Bryan Spicer          | Andrea Newman                                                    |
| 8         | 8         | Tag 1: 7:00 – 8:00 Uhr   | 7:00 a.m. – 8:00 a.m.   | 15. Jan. 2002    | 9. Sep. 2003         | 10. Sep. 2003      | 25. Okt. 2003    | Stephen Hopkins       | Joel Surnow, Michael Loceff                                      |
| 9         | 9         | Tag 1: 8:00 – 9:00 Uhr   | 8:00 a.m. – 9:00 a.m.   | 22. Jan. 2002    | 12. Sep. 2003        | 12. Sep. 2003      | 1. Nov. 2003     | Stephen Hopkins       | Virgil Williams                                                  |
| 10        | 10        | Tag 1: 9:00 – 10:00 Uhr  | 9:00 a.m. – 10:00 a.m.  | 5. Feb. 2002     | 12. Sep. 2003        | 12. Sep. 2003      | 1. Nov. 2003     | Davis Guggenheim      | Lawrence Hertzog                                                 |
| 11        | 11        | Tag 1: 10:00 – 11:00 Uhr | 10:00 a.m. – 11:00 a.m. | 12. Feb. 2002    | 14. Sep. 2003        | 15. Sep. 2003      | 8. Nov. 2003     | Davis Guggenheim      | Robert Cochran                                                   |
| 12        | 12        | Tag 1: 11:00 – 12:00 Uhr | 11:00 a.m. – 12:00 p.m. | 19. Feb. 2002    | 14. Sep. 2003        | 15. Sep. 2003      | 8. Nov. 2003     | Stephen Hopkins       | Howard Gordon                                                    |
| 13        | 13        | Tag 1: 12:00 – 13:00 Uhr | 12:00 p.m. – 1:00 p.m.  | 26. Feb. 2002    | 16. Sep. 2003        | 17. Sep. 2003      | 15. Nov. 2003    | Stephen Hopkins       | Andrea Newman                                                    |
| 14        | 14        | Tag 1: 13:00 – 14:00 Uhr | 1:00 p.m. – 2:00 p.m.   | 5. März 2002     | 16. Sep. 2003        | 17. Sep. 2003      | 15. Nov. 2003    | Jon Cassar            | Joel Surnow, Michael Loceff                                      |
| 15        | 15        | Tag 1: 14:00 – 15:00 Uhr | 2:00 p.m. – 3:00 p.m.   | 12. März 2002    | 19. Sep. 2003        | 19. Sep. 2003      | 22. Nov. 2003    | Jon Cassar            | Michael S. Chernuchin                                            |
| 16        | 16        | Tag 1: 15:00 – 16:00 Uhr | 3:00 p.m. – 4:00 p.m.   | 19. März 2002    | 19. Sep. 2003        | 19. Sep. 2003      | 22. Nov. 2003    | Stephen Hopkins       | Robert Cochran, Howard Gordon                                    |
| 17        | 17        | Tag 1: 16:00 – 17:00 Uhr | 4:00 p.m. – 5:00 p.m.   | 26. März 2002    | 21. Sep. 2003        | 22. Sep. 2003      | 29. Nov. 2003    | Stephen Hopkins       | Michael S. Chernuchin                                            |
| 18        | 18        | Tag 1: 17:00 – 18:00 Uhr | 5:00 p.m. – 6:00 p.m.   | 2. Apr. 2002     | 21. Sep. 2003        | 22. Sep. 2003      | 29. Nov. 2003    | Frederick King Keller | Maurice Hurley                                                   |
| 19        | 19        | Tag 1: 18:00 – 19:00 Uhr | 6:00 p.m. – 7:00 p.m.   | 9. Apr. 2002     | 23. Sep. 2003        | 24. Sep. 2003      | 6. Dez. 2003     | Frederick King Keller | Joel Surnow, Michael Loceff                                      |
| 20        | 20        | Tag 1: 19:00 – 20:00 Uhr | 7:00 p.m. – 8:00 p.m.   | 16. Apr. 2002    | 23. Sep. 2003        | 24. Sep. 2003      | 6. Dez. 2003     | Stephen Hopkins       | Robert Cochran, Howard Gordon                                    |
| 21        | 21        | Tag 1: 20:00 – 21:00 Uhr | 8:00 p.m. – 9:00 p.m.   | 23. Apr. 2002    | 26. Sep. 2003        | 29. Sep. 2003      | 13. Dez. 2003    | Stephen Hopkins       | Joel Surnow, Michael Loceff                                      |
| 22        | 22        | Tag 1: 21:00 – 22:00 Uhr | 9:00 p.m. – 10:00 p.m.  | 7. Mai 2002      | 26. Sep. 2003        | 29. Sep. 2003      | 13. Dez. 2003    | Paul Shapiro          | Joel Surnow, Michael Loceff                                      |
| 23        | 23        | Tag 1: 22:00 – 23:00 Uhr | 10:00 p.m. – 11:00 p.m. | 14. Mai 2002     | 28. Sep. 2003        | 29. Sep. 2003      | 20. Dez. 2003    | Paul Shapiro          | Robert Cochran, Howard Gordon                                    |
| 24        | 24        | Tag 1: 23:00 – 0:00 Uhr  | 11:00 p.m. – 12:00 a.m. | 21. Mai 2002     | 28. Sep. 2003        | 29. Sep. 2003      | 20. Dez. 2003    | Stephen Hopkins       | Joel Surnow, Michael Loceff; Idee: Robert Cochran, Howard Gordon |

## Rezeption

### Kritik
An der Staffel wird hervorgehoben, dass die Haupthandlung rund um Jack Bauer deutlich stärker überzeuge und interessanter sei als die Geschichte rund um seine Frau und seine Tochter. So wird der Plot mit Kim und Teri Bauer als „unharmonisch“, „enervierend“, „aufgepropft“ und „stark an der Grenze zur Albernheit“ verurteilt sowie als „Notlösung“ und „Herausforderung für die Geduld der Zuschauer“. Weiterhin wird kritisiert, dass die Struktur der Staffel im Gegensatz zu den folgenden Staffeln nicht wesentlich von der von Seifenopern abweiche. In der zweiten Staffelhälfte habe sich offenbart, dass die Drehbuchautoren nicht alle 24 Episoden im Voraus konzipiert hätten und „unfähig“ gewesen seien, die Geschichte „logisch und glaubwürdig“ fortzusetzen, auch wenn sie bis zum Ende „fesselnd“ geblieben sei.

### Auszeichnungen
Bei zehn Nominierungen für einen Primetime Emmy Award gab es 2002 zwei Prämierungen. Dazu gehört die insgesamt 4-mal nominierte Pilotepisode in der Kategorie Bestes Drehbuch für eine Dramaserie. Nominiert war die Staffel auch in den Kategorien Bester Hauptdarsteller in einer Dramaserie und Beste Dramaserie.
2002 und 2003 war 24 zudem 5-mal für den Golden Globe Award nominiert, der im Gegensatz zu den Emmys nicht Fernsehsaison-bezogen, sondern Kalenderjahr-bezogen vergeben wird. In beiden Jahren war die Serie in den Kategorien Bester Hauptdarsteller und Beste Dramaserie nominiert; in erstgenannter Kategorie gab es 2002 eine Prämierung.